# Pierre Bernard (diseñador)
Pierre Bernard (París, 25 de febrero de 1942 – París, 23 de noviembre de 2015) fue un artista y diseñador gráfico francés. Fue miembro y director del Atelier Création Graphique en París, una organización que fundó junto a Dirk Behage y Fokke Draaijer. Fue galardonado del Premio Erasmus de 2006. 
En 1970, Pierre Bernard fundó Grapus con François Miehe y Gérard Paris-Clavel durante las revueltas estudiantiles de mayo de 1968. Los tres eran miembros del Partido Comunista Francés. Alex Jordan y Jean-Paul Bachollet se unieron al colectivo en 1976.
Bernard había sido miembro de la Alliance Graphique Internationale hasta 1987. Fue un notable profesor de grafismo en la École nationale supérieure des arts décoratifs (ENSAD) en París. La reputación de Bernard como diseñador está a la altura de nombres como el de los suizos Niklaus Troxler y Werner Jekerof o el japonés Eiko Ishioka of Japan.

## Publicaciones
- Pierre Bernard. Design for the public domain. Erasmus Prize 2006. (Publ. in English, French & Dutch). Amsterdam, Praemium Erasmianum Foundation, 2007. ISBN 978-3-03778-087-9
- Hugues Boekraad: Mijn werk is niet mijn werk. Pierre Bernard. Ontwerpen voor het publieke domein. Baden, Müller, 2007. ISBN 978-3-03778-104-3
- Pierre di Sciullo. Expériences graphiques et typographiques. By Pierre Bernard, Muriel Paris, Pierre di Sciullo et al. Nuth, Rosbeek, 1995. No  ISBN
- 27 voeux pour 1991. Par Pierre Bernard, Dirk Behage et Fokke Draaijer. Paris, Gerfau & l'Atelier de Création Graphique-Grapus, 1991. No ISBN